# Microestrazione tramite adsorbente impaccato
La microestrazione tramite adsorbente impaccato, abbreviata in MEPS dall'acronimo inglese Micro-Extraction by Packed Sorbent, è una tecnica di estrazione in fase solida, utile in chimica analitica per l'esame di fluidi biologici. È chiamata anche microestrazione su siringa impaccata. Sviluppata in Svezia tra il 2003 e il 2004 dal ricercatore Mohamed Abdel-Rehim, rappresenta una versione miniaturizzata della SPE, caratterizzata da un utilizzo di piccoli volumi operativi e ridotte quantità di campione. Fu commercializzata nei primi anni duemila dalla ditta australiana SGE Analytical Science. 
La MEPS combina tre passaggi cruciali (estrazione, pre-concentrazione e pulizia del campione) in un unico dispositivo, costituito da due partiː una siringa e una cartuccia. Quest'ultima in inglese è generalmente nota come cartridge, ma nel gergo MEPS è definita anche B.I.N. (Barrel Insert and Needle Assembly). La semplicità della strumentazione, la possibilità di usare minime quantità di campione e l'interfacciamento con sistemi automatici, rendono questa tecnica più efficiente e meno costosa di una tradizionale SPE o LLE.

## Descrizione
La tecnica MEPS costituisce una variante moderna e potenziata della tradizionale SPE. Il suo principale vantaggio è quello di impiegare piccoli volumi operativi (da 10 μL a 250 μL). Rispetto alla classica SPE, nella MEPS l'assorbente è integrato direttamente in una siringa che può essere interfacciata ad un sistema automatizzato.
Nella MEPS il materiale adsorbente (1-4 mg) è inserito direttamente nel cilindro della siringa (100-250 μL) oppure tra il cilindro e l'ago come una cartuccia. Questa cartuccia può essere impaccata o rivestita per garantire adeguate condizioni di estrazione, a seconda degli analiti da determinare. Come adsorbente si può impiegare una vasta gamma di materiali, alcuni dei quali già comuni nella SPE. Ad esempio si hanno materiali a base di silice (C2, C8 e C18), scambiatori di cationi (SCX), copolimeri polistirene-divinilbenzene (PS-DVB) o altri polimeri.

## Vantaggi
- Il campione è eluito completamente usando piccoli volumi di solvente (10 μL), consentendo un interfacciamento semplificato con le valvole di gas cromatografia o cromatografia liquida.[5][6][7] Addirittura si può impiegare la MEPS per introdurre gli analiti direttamente in colonna GC.[8] Il consumo di limitate quantità di reagente rende la tecnica più economica e più ecologica di altre.[9]
- La quantità di campione richiesta è 10-100 volte inferiore rispetto a quella necessaria per SPE.[5][9]
- Tempi di estrazione inferiori a 5 minuti.[10]
- La cartuccia può essere riutilizzata 50-100 volte,[5][10][4] rispetto a 5-10 utilizzi di una cartuccia SPE, quando si studiano matrici complesse (es. sangue e urina).[11]
- La tecnica è semplice e user-friendly, soprattutto se collegata ad un autocampionatore.
- L'effetto matrice è comune per matrici complesse come quelle biologiche, costituite da una moltitudine di composti, spesso con proprietà chimico-fisiche affini, che potrebbero coeluire o essere persi durante la preparazione del campione, diminuendo l'affidabilità della procedura. Nella MEPS ci sono molti parametri da ottimizzare e un'ampia selezione di assorbenti a disposizione, con diverse affinità per i vari analiti e tollerabilità anche a pH piuttosto acidi o basici. Con la MEPS, dunque, si può minimizzare (o rendere trascurabile) l'effetto matrice modulando i parametri in modo da rimuovere composti interferenti o co-eluenti agli analiti di interesse, effettuando più lavaggi dal momento che si spreca poco solvente.[9]

## Svantaggi
- L'adsorbente all'interno del BIN può intasarsi facilmente e diventare inutilizzabile quando si estraggono campioni viscosi o poco diluiti.[9] Questo comporta la necessità (con campioni biologici quali il sangue o la saliva) di rimuovere le proteine lavorando in metanolo e/o acetonitrile.[12] In questo modo si può estendere la durata dell'adsorbente.
- Non si può lavorare con grandi volumi di campione da analizzare. Solo 500 μL di campione sono iniettabili alla volta, quindi se si dovessero analizzare ad esempio 10 mL di campione, ci vorrebbero 20 cicli, per un totale di almeno 2 ore di lavoro, rendendo la procedura troppo laboriosa con più rischi di errori e contaminazioni, anche con metodi (semi)automatici.[9] Inoltre un eccessivo sforzo dell'adsorbente ne accorderebbe la durata nel tempo.
- La tecnica è piuttosto recente e per alcune applicazioni mancano dei materiali adsorbenti adatti.[13]

## Applicazioni
La MEPS è utilizzata principalmente per studi biochimici e biologici. Ad esempio è impiegata assieme a strumenti LC/MS per l'analisi di droghe, farmaci e i loro metaboliti, come la determinazione di cocaina nel sangue e nelle urine, di amfetamine nei capelli, o della lidocaina nella saliva.
La microestrazione MEPS è utilizzata anche per determinare la quantità di pesticidi in un campione, insieme anche ad altri inquinanti ambientali come gli idrocarburi policiclici aromatici e altri contaminanti delle acque. Talvolta è impiegata anche per studi sui cibi, in ambito forense e in campo tossicologico.